# Carlina sicula
La carlina siciliana (Carlina sicula Ten., 1819) è una pianta appartenente alla famiglia delle Asteraceae, diffusa nel bacino del Mediterraneo.

## Etimologia
Il nome del genere (proposto nel XVI secolo dal botanico aretino Andrea Cesalpino e usato dal Rembert Dodoens (1518-1585), medico e botanico fiammingo) sembra derivare da Carlo Magno che si illuse di usare la pianta più rappresentativa del genere (Carlina acaulis) come medicinale durante una pestilenza dei suoi soldati nei pressi di Roma (informazione avuta in visione da un angelo). Questa racconto – leggenda ci viene tramandato da uno dei più antichi erboristi: Jacopo Teodoro Bergzabern (latinizzato in Tabernaemontanus).

In altri testi si fa l'ipotesi che il nome derivi dalla parola carduncolos (diminutivo di cardo = “cardina” o “piccolo cardo”) e in definitiva da Carlo V di Spagna (questo secondo Linneo). In effetti esiste una certa somiglianza con le piante del genere “Cardo” (Asteraceae).

Quello che è interessante notare, al di là delle varie leggende e racconti di difficile verifica, è che queste piante erano ben conosciuto già dal Medioevo e forse anche prima grazie alle loro proprietà meteorologiche: si dice che le popolazioni alpine dell'Italia, Francia e Austria già in tempi remoti usavano appendere fuori dai casolari i fiori di questo genere in luogo di un igrometro giacché le brattee esterne si chiudono all'arrivo della pioggia e si riaprono con il bel tempo.
L'epiteto specifico (sicula) fa ovviamente riferimento all'origine della pianta.

## Descrizione

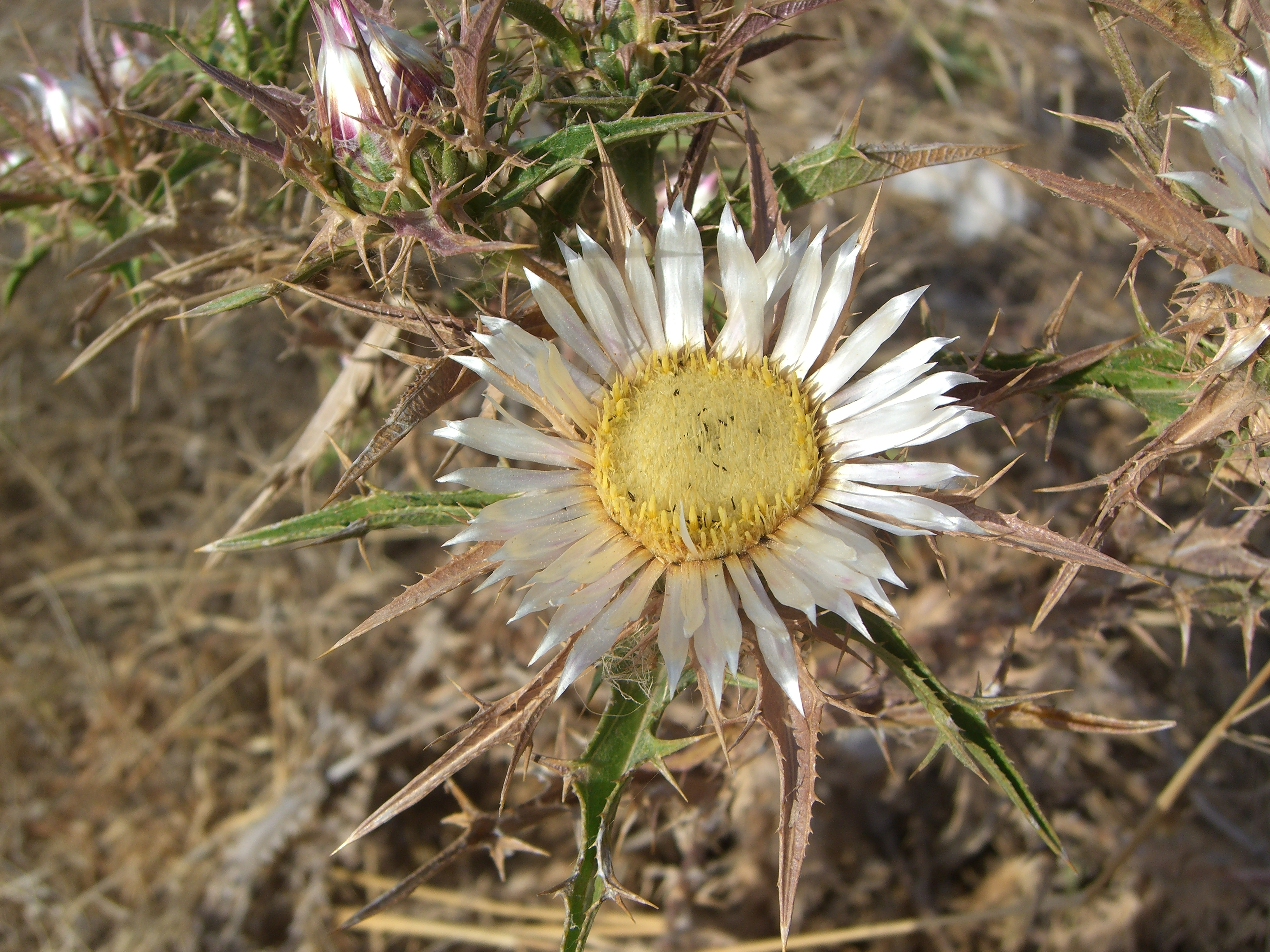

È una pianta erbacea perenne, alta 20 – 90 cm. La forma biologica è emicriptofita scaposa (H scap), ossia in generale sono piante erbacee, a ciclo biologico perenne, con gemme svernanti al livello del suolo e protette dalla lettiera o dalla neve e sono dotate di un asse fiorale eretto e spesso privo di foglie. Possiede un rizoma legnoso (diametro 1 cm). Il fusto ha un portamento eretto con una sezione cilindrica; la superficie è debolmente striata e subglabra (può essere pubescente alla base). La ramosità è ampia.
Le foglie si suddividono in inferiori e superiori (sempre cauline) con disposizione alterna lungo il fusto. Quelle inferiori hanno forme da lanceolate a oblanceolate, sono grandi e spinose, con margini profondamente incisi (il contorno delle lamine è pennato-partito con area centrale larga 1 cm) e lobi terminanti in spine patenti più o meno robuste. Le foglie superiori sono progressivamente più piccole e vicino al capolino sfumano in quelle involucrali; i segmenti laterali sono incisi con 2 - 3 spine. Dimensione delle foglie inferiori: larghezza 4 – 6 cm; lunghezza 8 – 13 cm.
Le infiorescenze (composte da capolini) sono scapose o di tipo corimboso. I capolini, discoidi e omogami, sono formati da un involucro a forma più o meno cilindrica composto da brattee (o squame) disposte su più serie all'interno delle quali un ricettacolo fa da base ai fiori. Le brattee dell'involucro si dividono in basali (foglie involucrali) e interne. Quelle basali sono di tipo fogliaceo con contorno da lanceolato a lineare-lanceolato; alla base sono ingrossate e sono spinose. Le brattee interne hanno un contorno lesiniforme, sono disposte in modo embricato e scalato; la superficie è chiara all'interno e più o meno rosea-rossa all'esterno (nel secco si abbruniscono). Il ricettacolo, provvisto di pagliette a protezione della base dei fiori, può essere rivestito di pula (come il chicco del grano o del riso), oppure può essere setoloso, raramente è nudo (senza pagliette). Dimensione del capolino: 18 – 22 mm (4 – 5 cm di diametro comprese le foglie involucrali). Lunghezza delle foglie involucrali: 4 – 7 cm. Dimensioni delle brattee interne: larghezza 2 mm; lunghezza 20 mm.
I fiori in genere sono tubulosi (del tipo actinomorfi), e sono tetra-ciclici (ossia sono presenti 4 verticilli: calice – corolla – androceo – gineceo) e pentameri (ogni verticillo ha 5 elementi). I fiori sono inoltre ermafroditi e fertili.
- Formula fiorale:

- /x K {\displaystyle \infty }, [C (5), A (5)], G 2 (infero), achenio

- Calice: i sepali del calice sono ridotti ad una coroncina di squame.
- Corolla: la corolla, colorata di giallo paglierino e a consistenza setacea, è formata da un tubo terminante in 5 lobi. Dimensioni della corolla: larghezza 0,4 mm; lunghezza 14 mm.
- Androceo: gli stami sono 5 con filamenti liberi, papillosi o raramente glabri e distinti, mentre le antere sono saldate in un manicotto (o tubo) circondante lo stilo.[15] Le antere in genere hanno una forma sagittata con base caudata. Il polline normalmente è tricolporato a forma sferica o schiacciata ai poli.
- Gineceo: lo stilo è filiforme con due stigmi divergenti. L'ovario è infero uniloculare formato da 2 carpelli. L'ovulo è unico e anatropo.
- Fioritura: da giugno ad agosto.

Il frutto è un achenio con un pappo. Le forme dell'achenio possono essere obovoidi-fusiformi, compresse lateralmente, con areole a inserzione diritta o laterale-abassiale. Il pericarpo dell'achenio possiede delle sclerificazioni radiali spesso provviste di protuberanze. Il pappo è inserito su una piastra apicale all'interno di una anello di tessuto parenchimatico. Le setole del pappo sono disposte su una o più serie e sono decidue come un pezzo unico e si presentano barbate o piumate.

## Biologia
- Impollinazione: l'impollinazione avviene tramite insetti (impollinazione entomogama tramite farfalle diurne e notturne).
- Riproduzione: la fecondazione avviene fondamentalmente tramite l'impollinazione dei fiori (vedi sopra).
- Dispersione: i semi (gli acheni) cadendo a terra sono successivamente dispersi soprattutto da insetti tipo formiche (disseminazione mirmecoria). In questo tipo di piante avviene anche un altro tipo di dispersione: zoocoria. Infatti gli uncini delle brattee dell'involucro si agganciano ai peli degli animali di passaggio disperdendo così anche su lunghe distanze i semi della pianta.

## Distribuzione e habitat
- Geoelemento: il tipo corologico (area di origine) è "Endemico" (Sicilia).
- Distribuzione: questa specie è comune in Sicilia occidentale. In generale l'areale della specie si estende nel Mediterraneo sud-orientale, dalla Sicilia e isole vicine e fino all'Egitto.[16]
- Habitat:  l'habitat preferito per queste piante sono le garighe, i pascoli, gli incolti e lungo le vie.
- Distribuzione altitudinale: sui rilievi queste piante si possono trovare fino a 1.600 m s.l.m..
- Fitosociologia: questa specie frequenta gli ambienti aridi ai margini delle macchie (fascia termo-mediterranea). Classe Quercetea ilicis Br.-Bl. in Br.-Bl., Roussine & Nègre, 1952[12][17]

## Tassonomia
La famiglia di appartenenza di questa voce (Asteraceae o Compositae, nomen conservandum) probabilmente originaria del Sud America, è la più numerosa del mondo vegetale, comprende oltre 23.000 specie distribuite su 1.535 generi, oppure 22.750 specie e 1.530 generi secondo altre fonti (una delle checklist più aggiornata elenca fino a 1.679 generi). La famiglia attualmente (2021) è divisa in 16 sottofamiglie.
La tribù Cardueae (della sottofamiglia Carduoideae) a sua volta è suddivisa in 12 sottotribù (la sottotribù Carlininae è una di queste).

### Filogenesi
Su questa sottotribù non sono state fatte finora delle specifiche analisi filogenetiche sul DNA, ma solo ristrette ricostruzioni su alcune specie. La sottotribù sembra aver avuto un'origine africana in quanto Carlininae è probabilmente il gruppo basale della tribù Cardueae e formano un “gruppo fratello” con altre due sottotribù (Oldenburgieae e Tarchonantheae entrambe della sottofamiglia Tarchonanthoideae) che in base alle ultime ricerche risultano di origine africana (altre precedenti ipotesi di origine di questo gruppo, come specie endemiche insulari di Creta e della Macaronesia, sono da eliminare).
Il genere Carlina L. contiene circa 30 specie distribuite soprattutto nell'emisfero boreale, di cui una decina sono proprie della flora italiana, con habitat in preferenza situati in zone temperate.
Il numero cromosomico di C. sicula è: 2n = 18.

### Sottospecie
Per questa specie sono indicate due sottospecie e una varietà:
- Carlina sicula subsp. sicula - Distribuzione: endemica della Sicilia.
- Carlina sicula subsp. mareotica (Asch. & Schweinf.) Greuter, 2003 - Distribuzione: Libia ed Egitto
- Carlina sicula var. longibracteata (Cavara) Meusel & A.Kástner, 1994  - Distribuzione: endemica della Sicilia.